# Kamagasaki
Kamagasaki (釜ヶ崎?) es un antiguo nombre de un área que existía en el pueblo de Imamiya, distrito Nishinari de la provincia de Settsu, y que más tarde se convirtió en el municipio de Imamiya, en la prefectura de Osaka. En la actualidad, el término se usa para referirse a una región que principalmente incluye partes de los distritos Haginochaya 1-chome y Haginochaya 2-chome al sur de la línea Yamatoji (Línea Kansai) de JR West. Originalmente, también abarcaba partes de Ebisu-Nishi 3-chome, Ebisu-Higashi 3-chome y Ebisuhonmachi 2-chome al norte de la misma línea férrea.

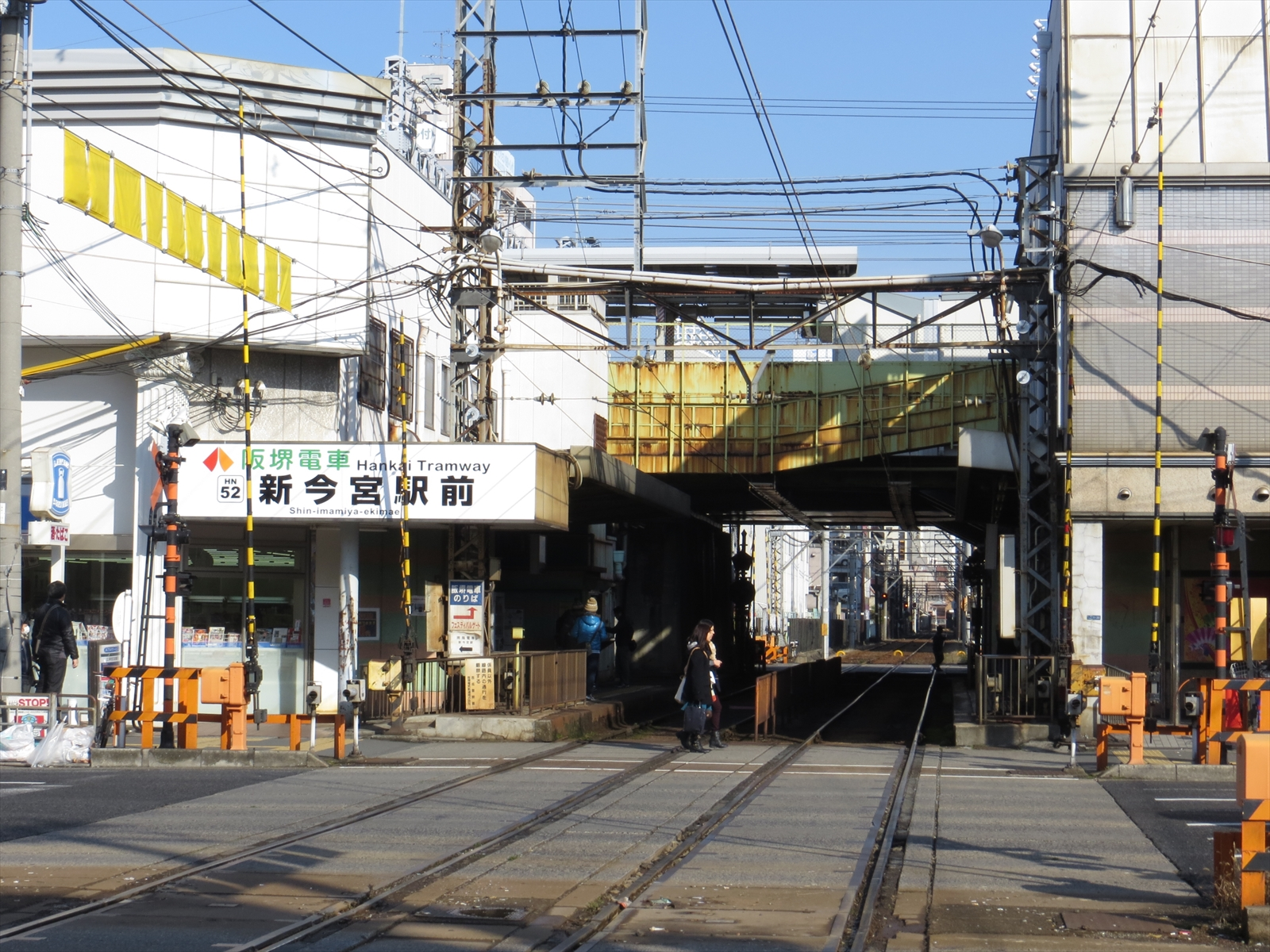
Parada de autobús Shin-Imamiya Ekimae

El nombre de Kamagasaki dejó de ser oficial en 1922 (año 11 de la era Taishō) cuando el municipio de Imamiya reorganizó los antiguos grandes barrios (Ōaza) de Imamiya y Kizu en 37 nuevos nombres. Sin embargo, todavía se utiliza como un nombre común para la región, a veces abreviado como "Kama". El término "zona de Airin" se creó en mayo de 1966como una designación unificada por las autoridades administrativas y los medios de comunicación, y puede considerarse un sinónimo de Kamagasaki.
Esta área surgió durante el período Edo mediante la recuperación de tierras bajas. El nombre Kamagasaki tiene varios posibles orígenes:
- Se refiere a una entrada de agua llamada "Nagure-no-ura" o "Nagure-no-hama" ubicada en el pueblo de Imamiya, luego llamado "Nagure-no-umi", que servía como un muelle. La zona al sur de esta entrada se llamó Kamagasaki.

- Una teoría sostiene que había hornos para hacer sal (moshio) en el área.
- Otra teoría sugiere que la forma de la península se asemejaba a una hoz (kama).

Existe otra teoría que atribuye el nombre a la práctica de cocinar alimentos en grandes ollas (kama) para los trabajadores temporales, pero esto es un mito. El nombre Kamagasaki ya existía antes de que la zona se convirtiera en un lugar de reunión para los trabajadores temporales.

## Historia

### Período Edo
La zona alrededor de Haginochaya, como indican los antiguos nombres Nishifunecho y Higashifunecho, se encontraba cerca del estuario del río Kizu, un afluente del antiguo río Yodo. Originalmente, era un área de tierras bajas que se desarrolló como un nuevo terreno durante el período Edo.
Durante el período Edo, a lo largo de la calle Nagamachi, que se extendía por la actual Den Den Town en la ruta de la carretera Kishū Kaidō (Sakai-suji), había numerosas posadas (hatago) y alojamientos baratos (kichin yado). Nagamachi no solo servía como un lugar de estancia temporal para la población que llegaba a la ciudad, sino que también se convirtió en una zona de residencia para los desempleados. En la parte trasera de Nagamachi, adyacente a las aldeas de Tennōji, Nanba e Imamiya, se formó el mayor barrio de tugurios de Osaka. La zona al este de Nagamachi, como Gappōgatsuji (actual Shimodera 3-chome en el distrito Naniwa), estaba abarrotada de personas sin hogar, y en 1861 (año 1 de la era Bunkyū) se construyó un refugio de emergencia en Nagamachi. En su apogeo en 1886 (año 19 de la era Meiji), Nagamachi albergaba 2291 casas de alojamiento barato con 6873 residentes.
Durante este período, también se implementó la "Regulación de Construcción de Casas de Vecindad" para demoler las deterioradas e insalubres casas de alojamiento barato en Nagamachi. Un total de 9126 personas pobres fueron desalojadas y 2410 viviendas fueron demolidas, marcando el inicio de la intervención administrativa.

### Desde 1868 a 1926
Sin embargo, debido a la epidemia de cólera que se propagó, hubo muchos casos en los alrededores de Nagamachi, y además de los problemas de higiene, el barrio de tugurios detrás de Nagamachi también se consideraba problemático en términos de seguridad y planificación urbana.
En 1897, durante la primera expansión del área de la ciudad de Osaka, toda la aldea de Namba y las partes al norte del ferrocarril de Osaka (actual Línea Kansai de JR West) de las aldeas de Tennōji e Imamiya se incorporaron a la ciudad de Osaka. Al año siguiente, en 1898, la regulación de alojamientos prohibió el funcionamiento de los alojamientos baratos (kichin yado) en el área de la ciudad de Osaka, y en 1903, antes de la celebración de la quinta Exposición Nacional de Industria (que se llevó a cabo en el área que ahora es el parque Tennōji y Shinsekai), se erradicó el barrio de tugurios detrás de Nagamachi. En ese momento, los alojamientos baratos y el barrio de tugurios se trasladaron fuera del área de la ciudad de Osaka, al sur, a Kamagasaki en la aldea de Imamiya.
Alrededor de Kamagasaki, el área comenzó a urbanizarse gradualmente, con la creación de Shinsekai en 1912 y el Tobita Yukaku en 1916. En 1917, la aldea de Imamiya implementó el sistema de municipios y se convirtió en la ciudad de Imamiya. En 1922 (año Taishō 11), la ciudad de Imamiya reorganizó sus dos grandes barrios en 37 nuevos nombres, eliminando oficialmente el nombre de Kamagasaki, pero este siguió utilizándose como un nombre común para el área que anteriormente constituía Kamagasaki. Finalmente, en 1925, durante la segunda expansión del área de la ciudad de Osaka, esta área se incorporó a la ciudad de Osaka.

### Desde 1920 a 1940
El período de auge conocido como Dai Osaka Jidai desde finales de la era Taishō hasta principios de la era Shōwa cambió abruptamente con la Gran Depresión de Shōwa, y la ciudad quedó devastada por los bombardeos de la Segunda Guerra Mundial. Aproximadamente el 40% de la población resultó afectada, alrededor de 250 personas murieron y 2400 resultaron heridas de gravedad o levedad.
Después de la guerra, desde 1947 (año Shōwa 22), Osaka tuvo una serie de alcaldes del Partido Socialista Japonés, incluyendo a Kondo, Nakai, Chūma y Ōshima, y posteriormente mantuvo una administración mixta del Partido Socialista y otros partidos. Debido a este enfoque en las políticas de ayuda a los vagabundos y los pobres, las personas en situación de pobreza y los vagabundos de todo el oeste de Japón comenzaron a concentrarse gradualmente en Osaka, formando barrios de tugurios (do-ya-gai) en varias áreas, pero eventualmente se concentraron en la zona de Kamagasaki, como se conoce hoy en día. Según un "Estudio de la situación de Kamagasaki, distrito de Nishinari" de 1959, publicado en 'Estudios de problemas urbanos', en ese momento, el 40% de los residentes tenían empleos fijos, el 40% eran trabajadores itinerantes y el 20% estaban desempleados. Además, las personas que vivían en esta área se podían clasificar en cuatro grupos: familias (20%), personas solteras de entre 30 y 50 años (50%), grupos antisociales (20%) y personas con discapacidades o ancianos viviendo en condiciones precarias (10%).
En 1961 (año Shōwa 36), se produjo el primer motín de Kamagasaki después de que un trabajador anciano falleciera en un accidente de tráfico y la policía no gestionara adecuadamente la situación. Entre el 1 y el 4 de agosto, hubo enfrentamientos entre los trabajadores y la policía que resultaron en un muerto y alrededor de 600 heridos. Al mismo tiempo, se anunciaron medidas para Kamagasaki, incluyendo el fortalecimiento de las instalaciones de bienestar como la sucursal del centro de salud de Nishinari y el "Centro Ailinkai Municipal", así como políticas de vivienda mediante instalaciones como el "Ailin Dormitorio Municipal" y el "Centro de Vida Imaike Municipal".
En 1970, con motivo de la Exposición Universal de Osaka, se estableció el actual Centro de Bienestar Laboral Airin. Antes de su construcción, el área al sur del centro se utilizaba para juegos de azar, y el lugar donde se reunían los trabajadores eventuales estaba al oeste de esa área.
En la actualidad, el nombre de Kamagasaki se utiliza como otro nombre para el distrito de Airin, como se mencionó anteriormente, y también se emplea en expresiones como "términos de Kamagasaki".

### 1990 - Difícil entorno para los trabajadores
Tras la caída de la burbuja económica, la demanda de empleo disminuyó drásticamente después de alcanzar su pico en 1991. Algunas personas incluso no podían pagar la tarifa de alojamiento más barata de 500 yenes por noche y se vieron obligadas a dejar sus alojamientos, convirtiéndose en personas sin hogar. Dado que muchos trabajadores jornaleros de Kamagasaki vivían en alojamientos simples, perdían su vivienda inmediatamente si no conseguían trabajo diario. El sistema de asistencia social para personas sin domicilio fijo se limitaba a la admisión en instalaciones de asistencia social solo para aquellos que sufrían daños en su salud, lo que no abordaba eficazmente la situación de los desempleados sin hogar.
Hubo un rápido movimiento por parte de las organizaciones locales y civiles para adaptarse a estos cambios. Desde 1990, se han creado numerosas organizaciones de apoyo, incluyendo sindicatos de trabajadores y nuevos grupos de apoyo. Se estima que hay más de cien de estas organizaciones activas en la región, abarcando campos que van más allá de los movimientos laborales y de bienestar, extendiéndose también al arte y al urbanismo.
Un ejemplo destacado fue la transformación de grupos de activistas en organizaciones sin ánimo de lucro (NPO) y el establecimiento de la Organización de Apoyo de Kamagasaki. Esta organización se dedica a iniciativas como la gestión de refugios para personas sin hogar, el programa de limpieza especial para ancianos que se emplean en servicios públicos, asesoramiento en bienestar y soporte vital para una variedad de personas, desde trabajadores diarios hasta aquellos que viven en la calle.
Además, grupos cristianos se han unido para formar la Asociación de Amigos Cristianos, enfocándose exclusivamente en actividades de apoyo en lugar de proselitismo. Aprovechando la fortaleza de su red, están comprometidos en una amplia gama de apoyos que van desde niños hasta trabajadores y ancianos que reciben asistencia social.
Es crucial no solo proporcionar apoyo para elevar a las personas de la situación de la calle a una vida estable, sino también apoyar su vida comunitaria desde el inicio. Iniciativas como la creación de espacios y la formación de comunidades son igualmente importantes, no solo en el ámbito del bienestar social, sino también en organizaciones de arte y urbanismo sin fines de lucro que están activamente involucradas y expandiéndose.

### 2000 - Hacia una ciudad de bienestar
Desde la década de 2000, numerosas organizaciones no gubernamentales han surgido para exigir un sistema de seguridad social adecuado para las personas en situación de falta de vivienda, y ha habido una colaboración más estrecha entre el gobierno y el sector privado. Gracias a los esfuerzos en el desarrollo comunitario, incluido el apoyo a la vivienda, Kamagasaki ha visto un aumento continuo en hombres mayores que viven solos en apartamentos mientras reciben asistencia social. Así, en la década de 2000, Kamagasaki adquirió un nuevo carácter como "ciudad de bienestar".

## Visitantes extranjeros
Debido a la prolongada recesión y al envejecimiento de los trabajadores, los alojamientos económicos han enfrentado tiempos difíciles y se han visto obligados a cambiar su forma de operar.  En primer lugar, han transitado hacia apartamentos de bienestar dirigidos principalmente a receptores de asistencia social. En segundo lugar, han cambiado hacia hoteles y casas de huéspedes que acogen activamente a extranjeros y turistas nacionales. Son populares entre los extranjeros debido a sus precios razonables y su fácil acceso desde el Aeropuerto de Kansai. También han aumentado los hoteles con habitaciones más amplias y el alquiler de viviendas privadas.
Kamagasaki ha acumulado la mayor cantidad de actividades de ONG y movimientos sociales en Japón, y sigue siendo un lugar de peregrinación constante para visitas de estudio en el ámbito laboral y de bienestar social.

## Geografía
Secciones de cuatro diferentes barrios — Nishinari-ku Taishi (西成区太子?), Haginochaya (萩之茶屋?), Sannō (山王?), North Hanazono (花園北?) y Tengachaya (天下茶屋?) — son conocidas colectivamente como Kamagasaki.

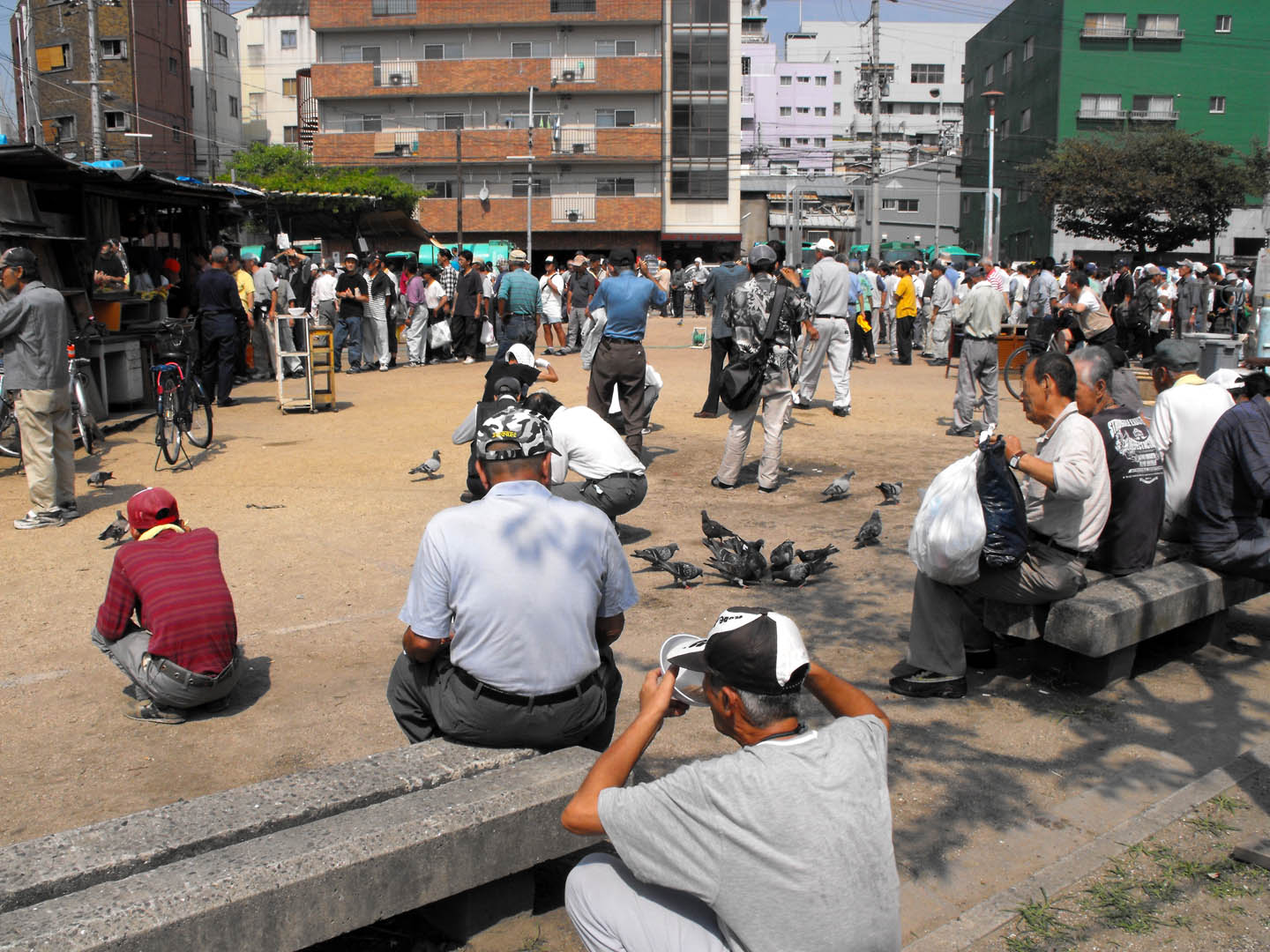
Parque Triangle
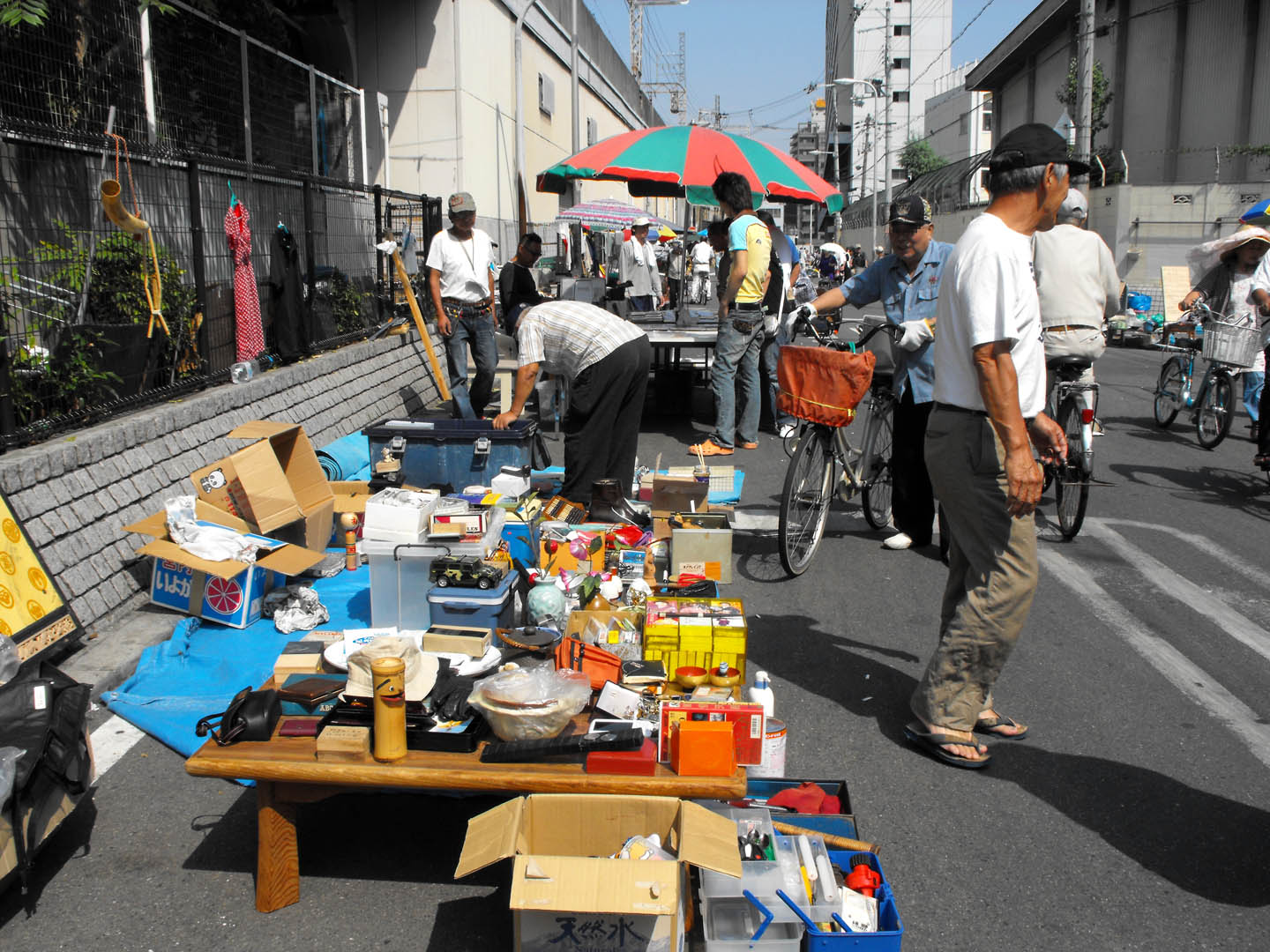
Vendedor callejero
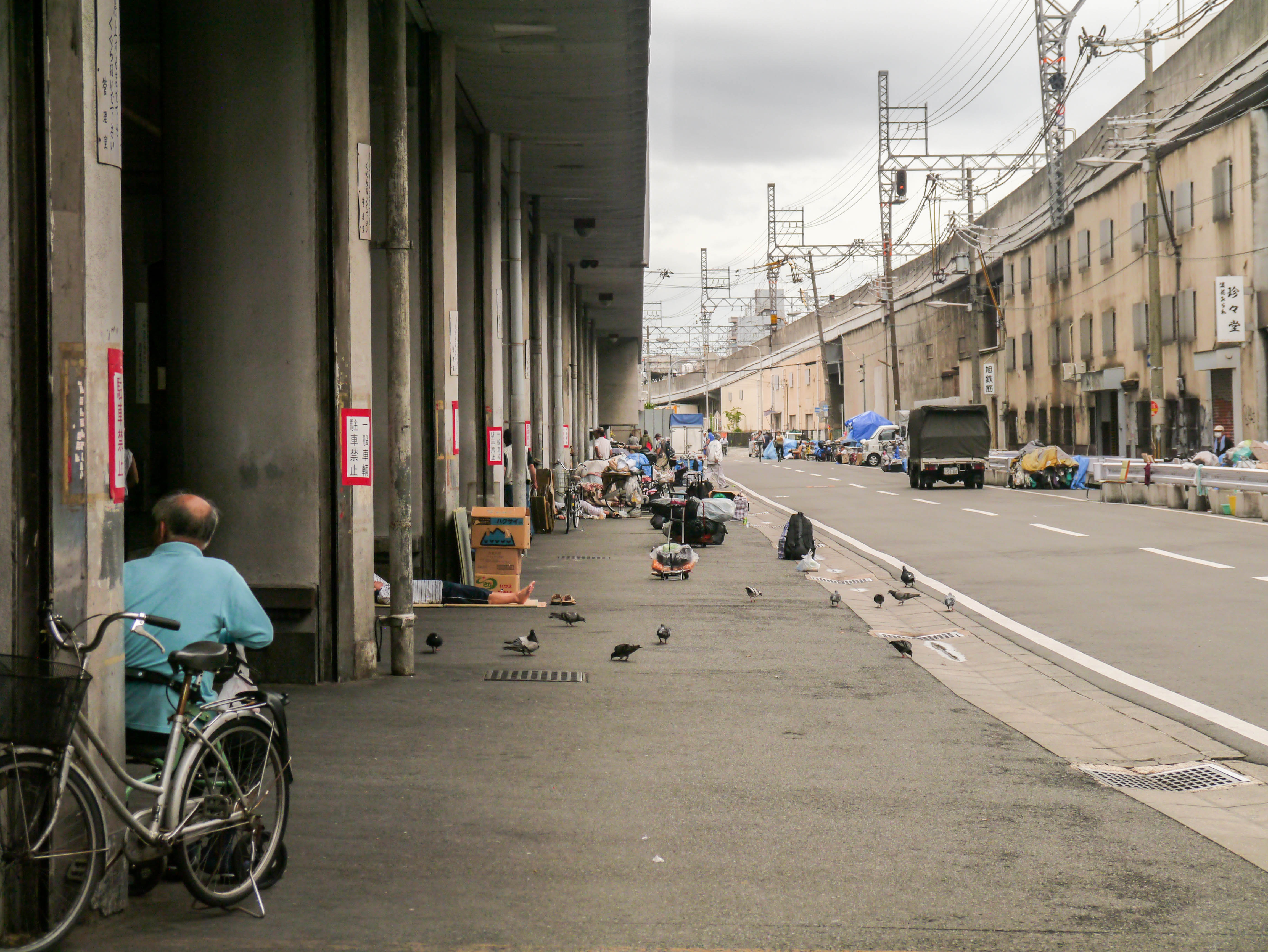
Calles de Kamagasaki

## Instalaciones, lugares de interés y sitios históricos
- Estación Shin-Imamiya - Estación de West Japan Railway Company (JR West) y Nankai Electric Railway.
- Parada de Shin-Imamiya Ekimae - Parada del tranvía Hankai Tramway.
- Santuario Imamiya Ebisu - Ubicado en 1-6-10 Ebisunishi, distrito de Naniwa. Conocido por el festival Tōka Ebisu.
- Ginza de Kamagasaki - El área frente a la actual Comisaría de Policía de Nishinari solía llamarse "Ginza de Kamagasaki" antes de la reorganización del área.
- Salón de Rescate de Osaka.

## Protestas y disturbios destacados
Desde 1961, se han producido varios conflictos con la policía en Kamagasaki debido a percepciones de violaciones de derechos humanos por parte de las autoridades. Los medios de comunicación suelen referirse a estos eventos utilizando términos que pueden traducirse como "disturbio".
El primer disturbio ocurrió el 1 de agosto de 1961, cuando un anciano jornalero de Kamagasaki murió en un accidente de tráfico. El funcionario que llegó a la escena asumió que el hombre ya estaba muerto (solo los médicos pueden pronunciar la muerte) y dejó el cuerpo en la calle durante más de 20 minutos sin llamar a una ambulancia mientras hablaba con testigos. Un gran grupo de jornaleros rodeó la comisaría de policía de Nishinari en protesta por el trato recibido por el hombre, volcó coches policiales estacionados e incendió edificios de apartamentos cercanos. La Policía Prefectural de Osaka respondió con 6,000 agentes, utilizando bastones policiales y vehículos para arrestar a los alborotadores. Se necesitaron dos días para detener a los 2,000 alborotadores; se arrestaron a 28 personas. Aproximadamente 10 alborotadores y 100 policías resultaron heridos.
Este disturbio se convirtió en un problema nacional y fue abordado en la legislatura prefectural y la legislatura nacional de Japón. Se hicieron varios intentos para mejorar las relaciones entre los grupos, pero continuaron ocurriendo disturbios menores. En mayo de 1966, se decidió cambiar oficialmente el nombre de Kamagasaki a Airin-chiku (あいりん地区?) en un intento por mejorar la imagen del área afectada por el crimen. Aunque el nombre Kamagasaki sigue siendo comúnmente utilizado por los habitantes, el nombre Airin-chiku es utilizado por los medios de comunicación y los funcionarios gubernamentales.
El 22º disturbio ocurrió en octubre de 1990, 17 años después del último disturbio en 1973. Este disturbio también involucró a jornaleros locales pero creció en proporción cuando jóvenes de fuera de Kamagasaki se unieron. Durante este disturbio, se incendiaron la Estación Shin-Imamiya y tiendas locales, y se necesitaron varios días para calmar la situación.
El 23º disturbio ocurrió en octubre de 1992, y no ocurrió un disturbio a gran escala durante más de 10 años. Este fue el último disturbio a gran escala que ocurrió en Japón antes de la 34ª Cumbre del G8.

El 24º conflicto con la policía ocurrió el 13 de junio de 2008 y duró seis días. Estuvo relacionado con la 34ª Cumbre del G8. Un día antes de que comenzara la Reunión de Ministros de Finanzas del G8 en Osaka, con una presencia policial muy grande, se alegó que un jornalero de Kamagasaki fue torturado por la policía. En protesta, muchos jornaleros y otros ciudadanos locales llevaron a cabo varios días de protestas callejeras. Muchos medios de comunicación se refirieron a las protestas como un "disturbio".

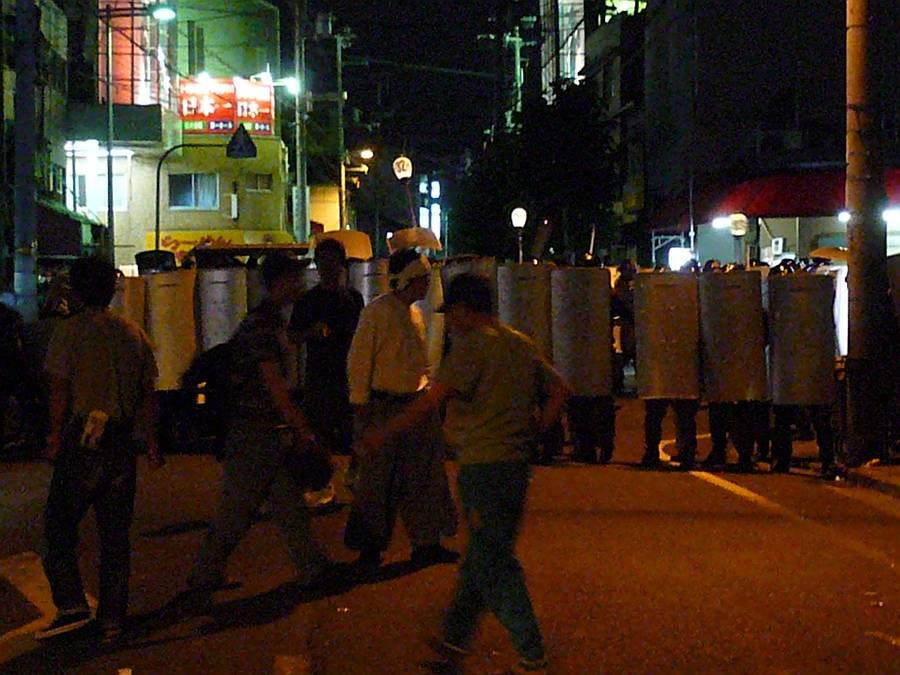
El 24º disturbio de Kamagasaki
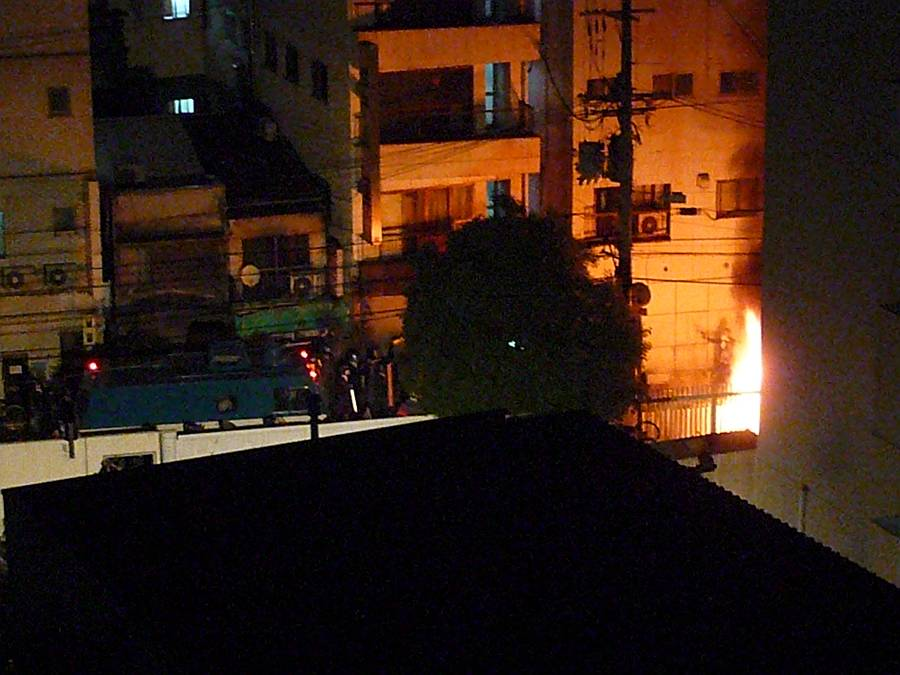
El 24º disturbio de Kamagasaki

## Educación
- Guardería infantil: Guardería Wakakusa, 2-9-2 Haginochaya
- Escuelas primarias: Escuela Primaria Haginochaya, 1-11-15 Haginochaya; Escuela Primaria Koji, 2-16-26 Hanazonokita
- En 1962 se fundó la Escuela Airin (renombrada como Escuela Primaria y Secundaria Airin al año siguiente). (En 1973, fue renombrada Escuela Primaria y Secundaria de la Ciudad de Osaka Shin-Imamiya. Cerró en 1984.) Los requisitos para ingresar no incluyen estar registrado en el registro de residentes.[b]
- Escuela secundaria: Escuela Secundaria Imamiya, 1-8-32 Hanazonokita
- Otra institución educativa: Universidad de Teología UNION, Estudio de Extensión, 3-4-23 Haginochaya

## Pobreza en Kamagasaki
Los desafíos de la pobreza en la sociedad no se limitan simplemente a cuestiones económicas, sino que también incluyen la conexión entre las personas, es decir, las relaciones con la comunidad y el sentido de satisfacción personal en pequeñas alegrías cotidianas. En Kamagasaki, tales problemas son evidentes, donde la falta de trabajo y dinero es una razón importante que lleva a muchas personas a vivir en la calle. Sin embargo, no es solo eso; también existen desafíos como el aislamiento, la dependencia y problemas estructurales en los sistemas de seguridad social. En particular, Kamagasaki ha sido conocido como la ciudad de los trabajadores diarios, donde durante el período de alto crecimiento económico de Japón, muchos trabajadores se reunieron y han vivido con sistemas de seguridad social que nunca han sido completamente adecuados. Estas grietas se han exacerbado de manera acelerada con la llegada de la vejez para muchas personas, manifestándose en fenómenos como el sinhogarismo. Estos problemas estructurales han sido los responsables de la pobreza en Kamagasaki. Aunque pueda parecer complicado al principio, cuando se aprende acerca de Kamagasaki, es importante comprender que el sinhogarismo no se debe simplemente a desafíos personales individuales, sino a una serie de problemas sociales más amplios que existen en el fondo.

## Bienestar
El número de personas que reciben Protección de Vida es el más alto de Japón (176 personas por cada 1,000 habitantes). La ciudad de Tokio tiene 17, Nagoya tiene 13, Fukuoka tiene 19, y la Ciudad de Osaka tiene 42.
El porcentaje de personas que asisten a la escuela es del 50.4% (en todo Japón es del 13.7%, en la prefectura de Osaka es del 24.7%, y en la Ciudad de Osaka es del 33.8%).

## Eventos
- Día del Trabajo en Kamagasaki - 1 de mayo.
- Festival de Verano de Kamagasaki - 13 al 15 de agosto.
- Concierto Crepúsculo.
- Festival de Energía.
- Espectáculo Variado Nocturno.
- Festival Ven Aquí.

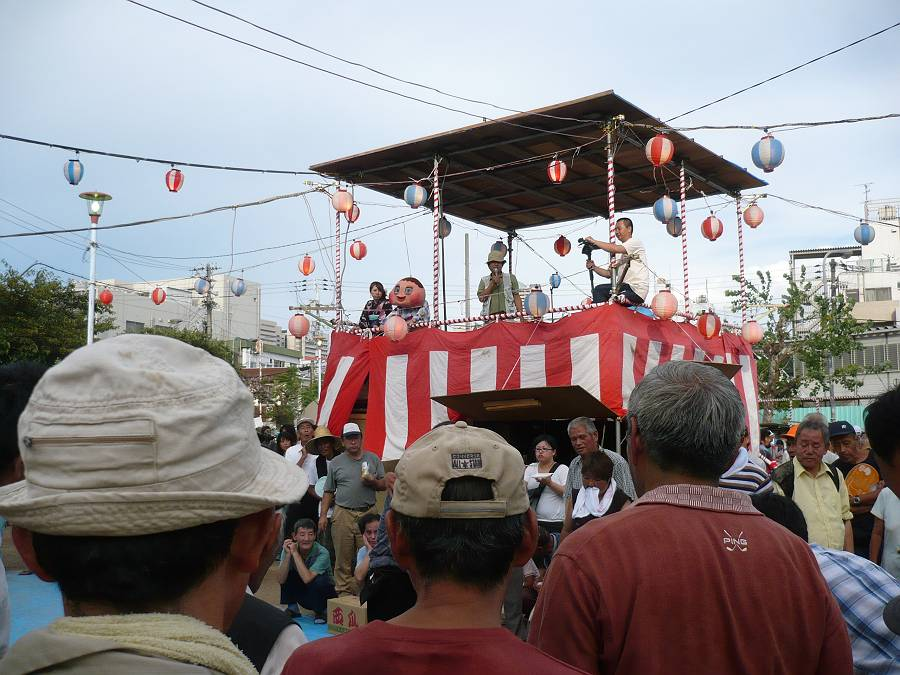
Servicio conmemorativo en el 38º Festival de Verano de Kamagasaki
- Concierto Crepúsculo número 28
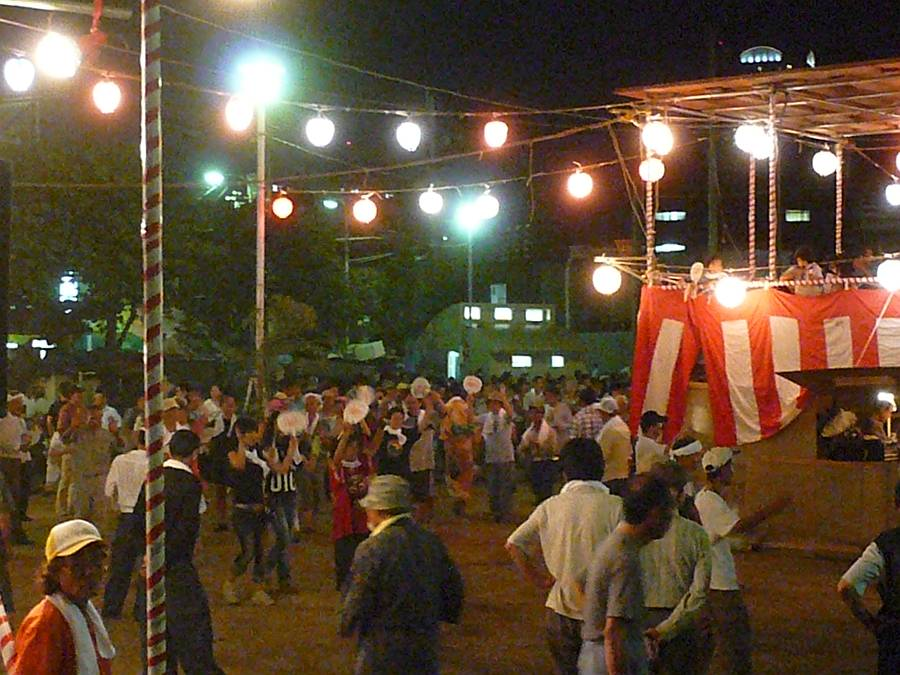
Festival de Verano de Kamagasaki
- Festival de Verano de Kamagasaki
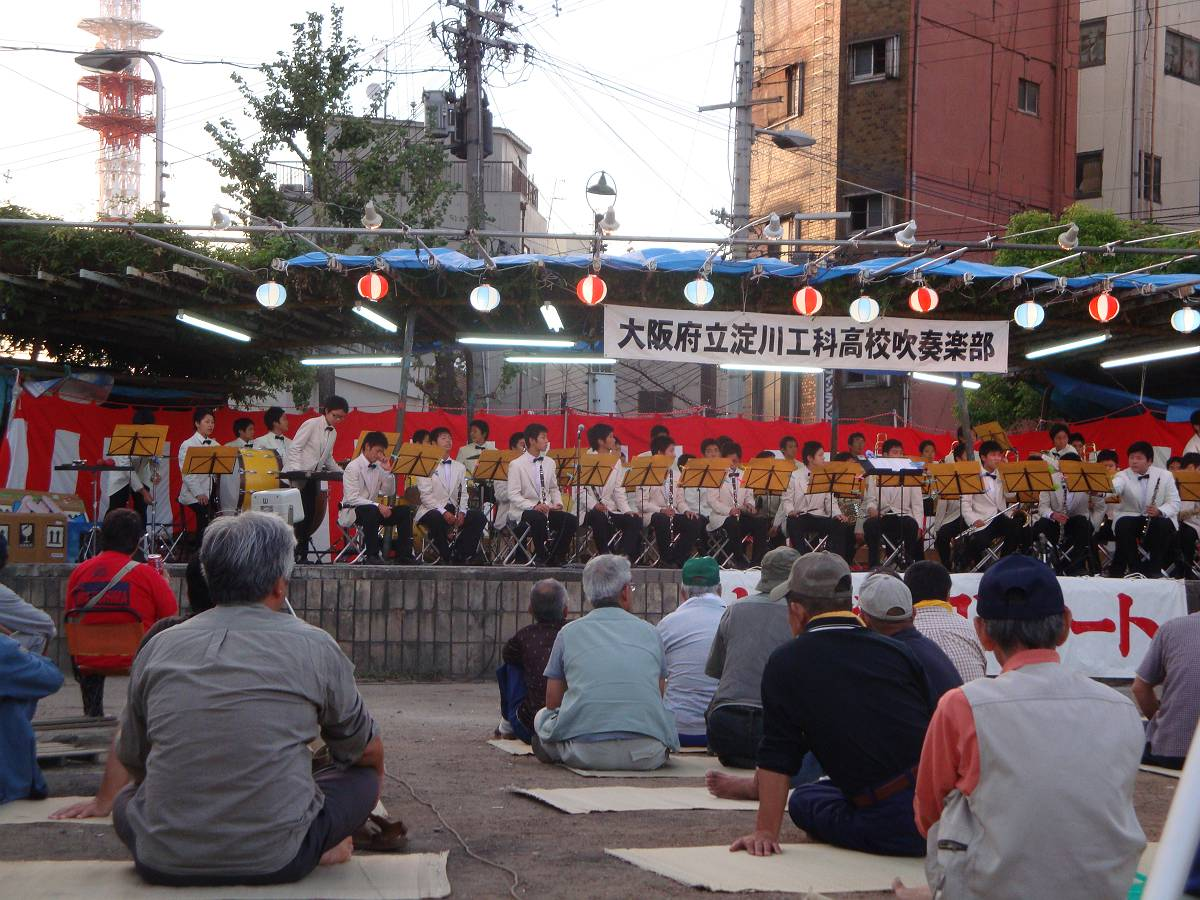
Concierto Crepúsculo
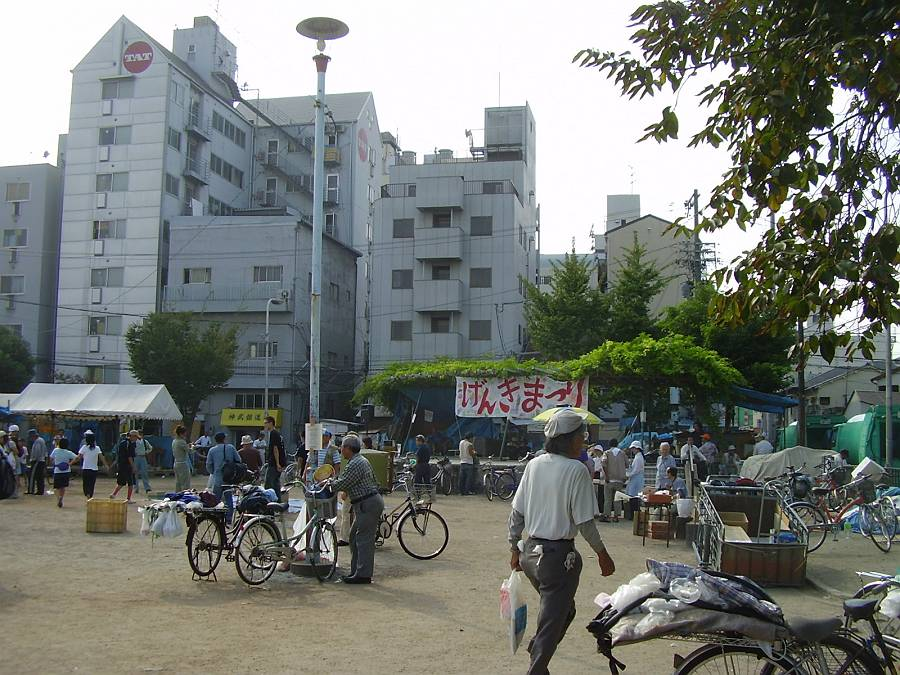
Festival de Energía
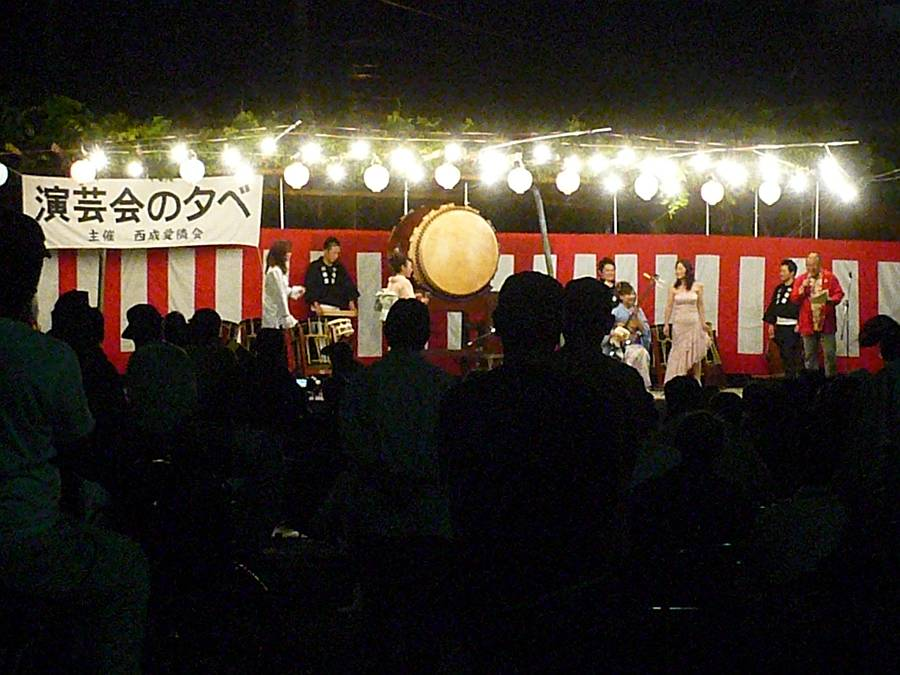
Espectáculo Variado Nocturno
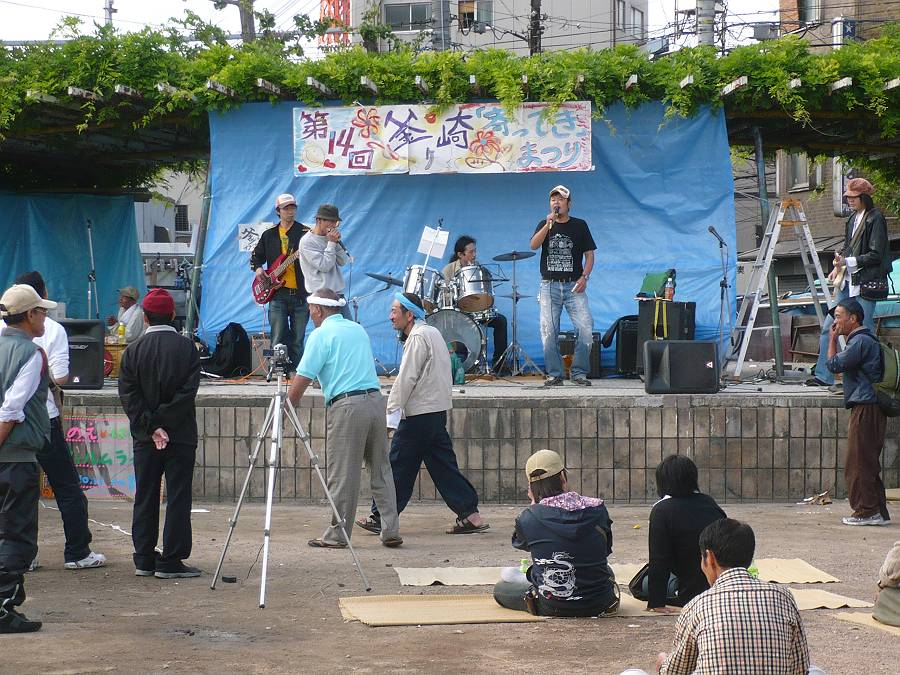
Festival Ven Aquí